# Gloria.tv
Gloria.tv je katolická vícejazyčná internetová stránka pro sdílení videí a novinek. Obsahově se blíží katolickému tradicionalismu a pravicově extremistickému blogu kreuz.net, který v prosinci 2012 přestal fungovat. V současnosti (březen 2021) funguje v 91 jazycích.

## Historie

### 2005–2012
Web byl vytvořen v roce 2005 pravděpodobně ve Švýcarsku nebo ve Vídni, adresa webu byla však zaregistrována v Moldavsku. Spoluzakladatelem byl římskokatolický kněz Reto Nay sloužící ve vesnici Serdun. 22. ledna 2009 byl na webu zveřejněn text, který bagatelizoval holokaust. Reto Nay odmítl komentář smazat s odůvodněním, že  „potřebuje celé katolické spektrum“. O porušení německých či rakouských zákonů nešlo, neboť adresa byla založena v Moldavsku. Na webu bylo také zveřejněno video Richarda Williamsona, kde tvrdil, že nedošlo k vyhlazování Židů v plynových komorách během druhé světové války.
3. února 2012 byl na webu zveřejněn příspěvek Evou Doppelbauerovou informující o katolických klinikách v Kolíně nad Rýnem, kde byly údajně předepisovány tzv. pilulky proti početí. Na podzim v roce 2011 aktivisté z hnutí pro-life požádali o recept v deseti katolických nemocnicích, přičemž lék byl předepsán pouze ve čtyřech případech. Doppelbauerová také zveřejnila jména lékařů, kteří potrat neodmítlil.

### 2013
O rok později, 18. února 2013, byl na anglické verzi webu zveřejněn obrázek zobrazující německé biskupy s hákovým křížem (důvodem bylo, že ve svých diecézních nemocnicích povolili pilulku proti početí. Německá biskupská konference se od webových stránek distancovala a mluvčí organizace prohlásil, že portál zjevně „ztratil vážnost“. Německá biskupská konference též zajistila, aby obsah z webových stránek kirche.tv již nebyl používán na portálu gloria.tv.
21. února téhož roku noviny Süddeutsche Zeitung obvinily web gloria.tv z oslavování homofobů z antisemitskými tendencemi. V březnu téhož roku provedl deník Spiegel investigativní reportáž, ve které hledali lidi zapojené do fungování gloria.tv. Reto Nay se s reportéry nechtěl bavit a vyloučil tým kameramanů z kostela. Následně byl na gloria.tv zveřejněn článek označující novináře za stalkery používající nacistické metody.
12. března 2013 požádal prezident komunity Tujetsch Pancranzi Berther biskupství o propuštění Reta Naye, pokud se kněz nedistancuje od stránky gloria.tv. Sám Berther se jasně distancoval od jejích činností a dodal, že jeho vesnice nechtěla být „hnízdem extremistů“. Ve stejný den také došlo k útoku tří zaměstnanců z gloria.tv na kamerový tým televize RTL, přičemž byl jeden kameraman lehce zraněn. Reto Nay byl následujícího dne propuštěn z farnosti Tujetsch. 15. března 2013 byl propuštěn z kanceláře biskupa Huondera a následující den bylo umístění serveru gloria.tv skryto hostováním na službě Clouflare. Reto Nay se začal skrývat, avšak dále kázal a publikoval na gloria.tv.

### 2014
V roce 2014 se Reto Nay skrýval na neznámém místě. Dále publikoval na webu gloria.tv. 3. července 2014 tiskový mluvčí diecéze v Essenu Ulrich Lota označil gloria.tv jako „echo room“ pro pravicově extremistické věřící v římskokatolické církvi. Ve své tiskové zprávě téhož dne diecéze popsala weby gloria.tv a kreuz.net jako webové stránky pro „křesťanské kazatele nenávisti“.
V roce 2014 byla gloria.tv útočištěm antisemitského kultu Anderla von Rinna, tyrolského dítěte údajně rituálně zavražděného Židy. Na podzim 2014 byla stránka gloria.tv odstraněna z internetového archivu Wayback Machine a bylo zabráněno další archivaci této stránky.

### 2015–2017
Podle informací na gloria.tv působil Reto Nay na řeckém ostrově Patmos. V prosinci 2015 jedna ze zaměstnankyň, Eva Doppelbauer, uvedla, že dosud neobdržela zpět šest počítačů a několik pevných disků zabavených policií v létě 2013.
V roce 2017 gloria.tv šířila falešné zprávy o německé kancléřce Angele Merkelové, která byla vložena do úst zpráva: „Němci musí přijmout násilí cizinců“. Před odstraněním příspěvek dosáhl více než 270 000 interakcí.

### 2018
V lednu 2018 bylo sídlo webové stránky přesunuto do města Dover v Delaweru v USA. Web byl zaštítěn společností Church Social Media Inc. V březnu 2018 bylo na web nahráno video pravicového extrémisty Martina Sellnera. Ačkoiv Sellner video později stáhl ze serveru YouTube, na gloria.tv zůstalo video nahráno.
V září 2018 bývalý politik Zelených Karl Öllinger předložil vídeňskému státnímu zastupitelství prohlášení gloria.tv o nenávisti a degradaci homosexuálů na jejich webových stránkách.

## Koncept a obsah
Webové stránky samy sebe popisují jako platformu pro sdílení videa a novinek. Uvádějí, že následují katolickou nauku a zapojují se do uchování, propagace a šíření katolické církve, její nauky a liturgie,  ochrany malých a nenarozených dětí a zachování manželství a rodiny.
Redakčně připravený zpravodajský program vychází každý pracovní den pod názvem Gloria Global. Na web ale přispívají také uživatelé s uživatelskými účty, kteří mohou sami vytvářet články na gloria.tv a nahrávat textové, obrazové, zvukové nebo video soubory. Web tak slouží také jako sociální síť.